# Шапарка сибірська
Шапарка сибірська, або нориця щуроголова, або полівка економка (Alexandromys oeconomus) — вид гризунів родини Щурові (Arvicolinae), представник роду Шапарка (Alexandromys) з триби Arvicolini.

## Таксономія
Довгий час вид відносили до роду Microtus (як Microtus oeconomus), проте наразі є доведеною його належність до роду сибірсько-американських «полівок» — Alexandromys (Ognev, 1914). До складу цього виду довгий час відносили шапарку озерну, Alexandromys limnophilus.

## Поширення
Діапазон поширення простягається від північного заходу Європи на заході до Аляски на Сході. У Північній Америці, мешкає на Алясці і північному заході Канади.

## Середовище проживання та екологія
Зазвичай мешкає серед вологих ділянок зі щільною рослинністю по краях озер, струмків і боліт, можна знайти її в тундрі, тайзі, лісостепу і навіть напівпустелі. Вологі луки, болота, береги річок і затоплювані береги — це важливі місця проживання. Споживає зелену рослинність.

## Загрози та охорона
Немає серйозних загроз для цього виду. Зустрічається на багатьох природоохоронних територіях.

## Ресурси Інтернету
- Linzey, A.V., Shar, S., Lkhagvasuren, D., Juškaitis, R., Sheftel, B., Meinig, H., Amori, G. & Henttonen, H. 2008. Microtus oeconomus [Архівовано 14 листопада 2012 у Wayback Machine.]

| Панда | Це незавершена стаття з теріології. Ви можете допомогти проєкту, виправивши або дописавши її. |